# Felice Barnabei
Felice Barnabei (Castelli, 13 gennaio 1842 – Roma, 29 ottobre 1922) è stato un archeologo e politico italiano, deputato al Parlamento del Regno d'Italia.

## Biografia
Nato a Castelli nel 1842, frequentò le scuole di base a Montorio al Vomano e nel collegio dei barnabiti a Teramo, dove studiò anche disegno con Pasquale Della Monica; proseguì quindi la sua formazione all'Accademia di belle arti di Firenze e alla Scuola Normale di Pisa dove si laureò in lettere nel 1865.
Per un decennio, fino al 1875, insegnò greco e latino presso il Convitto Nazionale di Napoli mentre proseguiva i suoi studi di interesse archeologico, in particolare epigrafici e topografici. La sua notorietà come studioso di storia antica fu molto precoce e la qualità della sua produzione scientifica gli attirò l'attenzione e l'apprezzamento degli specialisti del settore. Poco più che trentenne, nel 1879, fu inserito da Angelo De Gubernatis nel suo Dizionario degli scrittori contemporanei. Il passaggio all'Amministrazione dello Stato avvenne nel 1875 quando fu assunto presso la Direzione generale dei musei e degli scavi come segretario del primo direttore generale, Giuseppe Fiorelli, cui succedette nel 1896.
A Barnabei si devono numerose iniziative intraprese in questi anni dalla Direzione dei musei e degli scavi, poi Direzione generale delle antichità e belle arti, tra cui in particolare la fondazione del periodico Notizie degli scavi di antichità, a cura dell'Accademia dei Lincei, che vide proprio Barnabei come Redattore responsabile, e l'istituzione dei Musei nazionali di antichità a Roma.
Il 28 aprile 1895 divenne socio dell'Accademia delle scienze di Torino.
Lasciò nel 1900 la Direzione generale delle antichità e belle arti.
Alla morte di Settimio Costantini, deputato di Teramo, un folto comitato di artisti e intellettuali locali lo incoraggiò a candidarsi. Fu quindi eletto deputato al Parlamento per cinque legislature (dalla XX alla XXIV) per i collegi di Teramo e poi di Atri. Nel 1907 fu nominato al Consiglio di Stato. Per qualche tempo fu anche presidente del Consiglio superiore delle antichità e belle arti. Fu anche lo scopritore di tre iscrizioni, sulla cima del colle sacro di Monte Giove, due delle quali potrebbero riferirsi alla colonia latina, mentre la terza era una dedica al console Paolo Fabio Massimo.
L'attività svolta per dare al paese solide strutture culturali di base si esplicò in varie direzioni: a Castelli (Teramo), suo paese d'origine, inaugurò nel 1906 la scuola d'arte ceramica ancora esistente; si impegnò anche per la fondazione del Museo internazionale delle ceramiche di Faenza (1912); fu membro dell'Istituto storico italiano come delegato abruzzese (1914), socio dell'Accademia dei Lincei; fondatore del Museo nazionale romano alle Terme di Diocleziano e del Museo di Villa Giulia.
La figura di Felice Barnabei e la sua attività di studioso e di difensore del patrimonio archeologico nazionale trovarono una speciale consacrazione nel dipinto di Nino Carnevali che nel 1902 immortalò, in un quadro dalle grandi dimensioni, una delle visite effettuate da Barnabei, con Guido Baccelli e Giacomo Boni, agli scavi del Foro Romano.
Felice Barnabei morì a Roma il 29 ottobre del 1922.
Nonostante gli incarichi, Barnabei non abbandonò i suoi studi. Le pubblicazioni elencate nella necrologia del Paribeni risultano più di 150. Due sono però le opere principali di Felice Barnabei: la prima riguarda le antichità del territorio falistico esposte nel Museo Nazionale di Villa Giulia, illustrate dal Barnabei con Cozza, Gamurrini e Pasqui, in Monumenti antichi pubblici a cura dell'Accademia Nazionale dei Lincei, 4 (1894), mentre la seconda è La villa pompeiana di P. Fanino Sinistore scoperta presso Boscoreale, pubblicata sempre a cura dell'Accademia dei Lincei (Roma, 1901).

## Opere
- Degli scritti di Alessio Simmaco Mazzocchi su la storia di Capua e su le tavole di Eraclea, Napoli, Tipografia Italiana, 1874;
- Gli scavi di Ercolano. Memoria, Roma, Salviucci, 1878, estratto da: "Memorie della Classe di scienze morali, storiche e filologiche", s. 3., v. 2., 28 aprile 1878;
- Dell'arte ceramica in Roma, discorso di Felice Barnabei pronunziato il 20 marzo 1881 inaugurandosi la mostra dei lavori ceramici romani nel museo artistico industriale, Roma, 1881;
- Note epigrafiche raccolte nell'Italia meridionale, Roma, Tip. Salviucci, 1883, estratto da: Notizie degli scavi del mese di ottobre 1882;
- Di alcune iscrizioni del territorio di Hadria nel Piceno scoperte in Monte Giove nel comune di Cermignano: discorso letto nella solenne adunanza del 9 dicembre 1887, Roma, Loescher, 1888, estratto da: Bullettino dell'imperiale Istituto archeologico germanico, vol. 3., anno 1888;
- Antichità del territorio Falisco esposte nel museo nazionale di Villa Giulia: 1.: Scavi di antichita nel territorio Falisco: relazione a S.E. il Ministro della pubblica istruzione on. prof. P. Villari, Roma, tip.d. R. Accad. dei Lincei, 1892;
- Delle scoperte di antichita nel lago di Nemi. Relazione a S.E. il Ministro della pubblica istruzione On. Prof. Guido Baccelli, Roma: Tip. della Accademia dei Lincei, 1895, estratto da: Notizie degli scavi, ottobre 1895;
- La villa pompeiana di P. Fannio Sinistore scoperta presso Boscoreale. Relazione a S.E. il Ministro dell'Istruzione pubblica, Roma, Tip. dell'Accademia dei Lincei, 1901;
- Sulla tutela e conservazione dei monumenti: discorso pronunciato alla Camera dei deputati nella tornata del 16 maggio 1902, Roma: tip. della Camera dei deputati, 1902
- La tomba vetustissima scoperta nel Foro Romano, Roma, Nuova Antologia, 1902, estratto da: Nuova Antologia, 16 aprile 1902;
- La biga greca arcaica: scoperta in Monteleone presso Norcia in Sabina, Roma, Nuova Antologia, 1904, estratto da: Nuova Antologia, 16 aprile 1904;
- Le pubblicazioni sopra le scoperte di antichita nel Regno d'Italia, San Marino, Tip. Reffi & Della Balda, 1917, estratto da: “Museum”, Bollettino della Repubblica di San Marino. Anno 1. n. 1;
- Le memorie di un archeologo, a cura di Margherita Barnabei e Filippo Delpino, Roma, De Luca edizioni d'arte, 1991;
- Memorie inedite di un archeologo, Atri, Amici del libro abruzzese, 2001;

Suoi saggi e note di scavo apparvero su numerose riviste specializzate: principalmente in Notizie degli scavi di antichità, ma anche in Giornale degli scavi di Pompei, Nuova antologia, L'Illustrazione Italiana, Rendiconti della regia Accademia dei Lincei, Bollettino dell'Istituto archeologico germanico, Rivista abruzzese.

## Manoscritti, lettere, carteggi, collezioni
Le carte, l'archivio e le collezioni appartenute a Felice Barnabei sono oggi divise tra diversi istituti italiani e stranieri:
- Biblioteca di Archeologia e Storia dell'Arte, Roma. Il fondo Barnabei fu donato nel 1930, e integrato nel 1999 con l'acquisizione di nuovi materiali. Si compone di 57 cartelle contenenti circa 20.000 carte di vario argomento. Si tratta forse della parte più cospicua dell'archivio privato con taccuini di appunti, relazioni e diari sull'attività archeologica,  studi e scritti preparatori di storia artistica e letteraria, album di fotografie, raccolte di schizzi e disegni. Il fondo è consultabile grazie a un inventario su schede.
- Biblioteca Angelica, Roma, conserva il ricco epistolario dello studioso, comprendente alcune migliaia di lettere pervenutegli da vari studiosi, datate tra il 1865 e il 1915;
- Biblioteca della Scuola Normale di Pisa, conserva un Fondo Felice Barnabei,[4] donato dagli eredi nel 1986 e comprendente diari agende e taccuini di appunti, molti dei quali di interesse archeologico; un ricco epistolario di oltre 1500 lettere all'interno del quale è il carteggio con lo storico tedesco Theodor Mommsen, una raccolta di pubblicazioni relative ad archeologia e museologia. Il fondo è consultabile attraverso inventari ordinati cronologicamente e per soggetto.
- The Getty Research Institute for the History of Art and the Humanities, Special Collections, Los Angeles (California, USA), dove si conserva una collezione di ceramiche prodotte da tre generazioni della famiglia di maiolicari castellani dei Gentili (1650 -1813 ca), raccolte proprio da Felice Barnabei; la collezione cosiddetta Gentili-Barnabei, si compone di 276 pezzi ai quali siaffiancano manoscritti, stampe e disegni, documentazione che nel suo complesso copre un arco di tempo che giunge fino al 1920.

Si cita inoltre:
- Due protagonisti e un comprimario dell'antichistica italiana del secolo 19. I carteggi Comparetti - Fiorelli - Barnabei, a cura di Salvatore Cerasuolo, Messina, Dipartimento di filologia e linguistica, Università degli studi, 2003;